# Мартин Јужна
Мартин Јужна – Тине (Драгомља Вас, код Метлике, 9. новембар 1919 — Радатовићи, код Озља, 29. јун 1943), учесник Народноослободилачке борбе и народни херој Југославије.

## Биографија
Рођен је 1919. године у Драгомљој Васи код Метлике, у земљорадничкој породици. Завршио је основну школу у селу Сухор, а потом аутомеханичарски занат у Новом Месту.
Након Априлског рата 1941, вратио се кући. Убрзо је ступио у сарадњу с Ослободилачким фронтом Словеније. Тек му је 14. маја 1942. дозвољено да ступи у партизане, те је постао борац Друге белокрањске партизанске чете. Јужна је убрзо постао десетар, па водник и најзад командир чете Белокрањског одреда. Крајем маја или почетком јуна постао је члан Комунистичке партије Југославије. До средине 1943. постао је заменик команданта батаљона.
Крајем јуна 1943. бригада „Иван Цанкар“ била је у Белој крајини. Тада су ју напале италијанске јединице, приликом чега је Јужна задобио тешке озледе од пада гранате у близини. Болничари су га одмах превили и послали на даље лечење у партизанску болницу у Радатовићима на Жумберку. Убрзо је изгубио свест и у јутарњим часовима 30. јуна 1943. преминуо.
Указом председника Федеративне Народне Републике Југославије Јосипа Броза Тита, 27. новембра 1953. године, проглашен је за народног хероја.